# Richard Westbrook
Richard Westbrook (Chelmsford, Inglaterra, Reino Unido; 10 de julio de 1975) es un piloto de automovilismo británico que ha competido profesionalmente en gran turismos y sport prototipos. Sus logros incluyen el título de pilotos de GT2 en el Campeonato FIA GT 2009, una victoria de clase en las 12 Horas de Sebring 2013, el tercer puesto absoluto en las 24 Horas de Daytona 2010 y 2015, el tercer puesto absoluto en las 12 Horas de Sebring de 2015, y el tercer puesto de clase en las 24 Horas de Le Mans 2010.

## Carrera deportiva

### Inicios
Westbrook compitió en karting durante su infancia y adolescencia. Luego compitió en la Fórmula Vauxhall Lotus Británica, resultando subcampeón del torneo invernal de 1993. En 1994 y 1995 participó en la Fórmula Opel Euroseries, donde finalizó cuarto en ambas temporadas. Además, resultó segundo en el premio McLaren Autosport BRDC a piloto joven del año 1994. El piloto obtuvo la Fórmula 3 Austríaca de 1996.

### Porsche (2003-2010)
Tiempo después, Westbrook disputó la Copa Porsche Carrera Gran Bretaña resultando campeón en 2004 y subcampeón en 2003 y 2005. Luego disputó la Supercopa Porsche, obteniendo el título en 2006 y 2007. También en 2007, finalizó segundo en el Copa Porsche Carrera Alemania, compitió en las 1000 Millas Brasileñas de la Le Mans Series con un Porsche 911 del equipo JWA, y disputó las 24 Horas de Daytona de la Grand-Am Rolex Sports Car Series.
Westbrook fue piloto oficial de Porsche en la temporada 2008, y mantuvo una nutrida actividad alrededor del mundo. Como compañero de butaca de Emmanuel Collard en ProSpeed, resultó quinto en la clase GT2 del Campeonato FIA GT, obteniendo dos victorias y un segundo lugar en las 24 Horas de Spa. Disputó cuatro fechas de la Le Mans Series para Farnbacher, logrando una victoria en la clase GT2 en los 1000 km de Monza. En la American Le Mans Series, consiguió una victoria, un segundo puesto y un cuarto en la clase GT2 como piloto de Farnbacher Loles junto a Dirk Werner. También participó en tres carreras de la Grand-Am Rolex Series para The Racer's Group, logrando un podio en las 24 Horas de Daytona. Además, corrió las 24 Horas de Nürburgring para HISAQ.
El británico quedó fuera de la plantilla de pilotos oficiales de Porsche en 2009, pero continuó pilotando para la marca. En el Campeonato FIA GT 2009, sumó cuatro victorias y dos segundo lugares junto a Collard en el equipo ProSpeed, de modo que obtuvo el campeonato de pilotos de GT2. También corrió tres carreras de la American Le Mans Series para Vici, obteniendo un cuarto puesto en Long Beach, y las 24 Horas de Daytona, donde finalizó séptimo.

### Trotamundos (2010-2011)
El piloto disputó el reformulado Campeonato Mundial de GT1 2010 a partir de la quinta fecha. Al volante de un Ford GT del equipo Matech, logró cuatro podios junto a Thomas Mutsch. También corrió con un Porsche 911 para ProSpeed en las cinco fechas de la Le Mans Series junto a Marco Holzer, donde obtuvo un podio; en las 24 Horas de Spa, donde abandonó; y en los 1000 km de Zhuhai de la Copa Intercontinental Le Mans, donde también debió retirarse.
Asimismo, debutó en las 24 Horas de Le Mans corriendo con un Porsche 911 de la clase GT2 para BMS Scuderia Italia, donde resultó tercero junto a Timo Scheider y Marco Holzer. También finalizó tercero absoluto en las 24 Horas de Daytona para el equipo Level 5, en este caso con un Riley-BMW de la clase Daytona Protoypes, acompañando a Ryan Hunter-Reay, Lucas Luhr, Christophe Bouchut y Scott Tucker.
En 2011, Westbrook continuó participando en carreras de gran turismos de diversos campeonatos. Pasó a pilotar un Nissan GT-R en el Campeonato Mundial de GT1 para JRM. Consiguió una victoria y cinco podios en 20 carreras junto a Peter Dumbreck, de modo que resultó 16.º en la tabla de posiciones. Además, corrió en dos fechas de la Blancpain Endurance Series para JRM con un Nissan GT-R en la clase Pro, y en las 24 Horas de Spa de dicho campeonato con un Porsche 911 de la clase Pro-Am para Manthey. También finalizó 13.º en las 24 Horas de Nürburgring con un Porsche 911 de Manthey.
También en 2011, disputó tres carreras de resistencia con un Chevrolet Corvette, acompañando a Oliver Gavin y Jan Magnussen. Abandonó en las 24 Horas de Le Mans, y finalizó cuarto en las 12 Horas de Sebring y Petit Le Mans de la American Le Mans Series.
Por otra parte, pilotó un Riley-BMW de la clase Daytona Prototypes en la Grand-Am Rolex Series para Level 5, llegando en la 11.ª posición. A su vez, disputó la fecha de Surfers Paradise del campeonato australiano de turismos V8 Supercars como invitado del equipo Kelly, para acompañar a Todd Kelly en su Holden Commodore.

### Chevrolet (2012-2015)
El británico centró su actividad deportiva en Estados Unidos como piloto oficial de Chevrolet para la temporada 2012, al ser fichado por el equipo Spirit of Daytona de la Grand-Am Rolex Series para pilotar un Chevrolet Corvette de la clase Daytona Prototypes. Consiguió tres victorias y terminó 14.º en el campeonato, alternando a Antonio García y Michael Valiante como compañeros de butaca. También siguió como tercer piloto del equipo Corvette en las 24 Horas de Le Mans, las 12 Horas de Sebring y Petit Le Mans junto a Gavin y Tommy Milner, donde consiguió un tercer puesto en la clase GT en Sebring.
Westbrook también disputó diversas pruebas en Europa en 2012. Al volante de un Porsche 911 del equipo Trackspeed, ganó una de las seis carreras que corrió del Campeonato Británico de GT. Nuevamente pilotó un Porsche 911 de Manthey en las 24 Horas de Nürburgring y en dos fechas de la Blancpain Endurance Series.

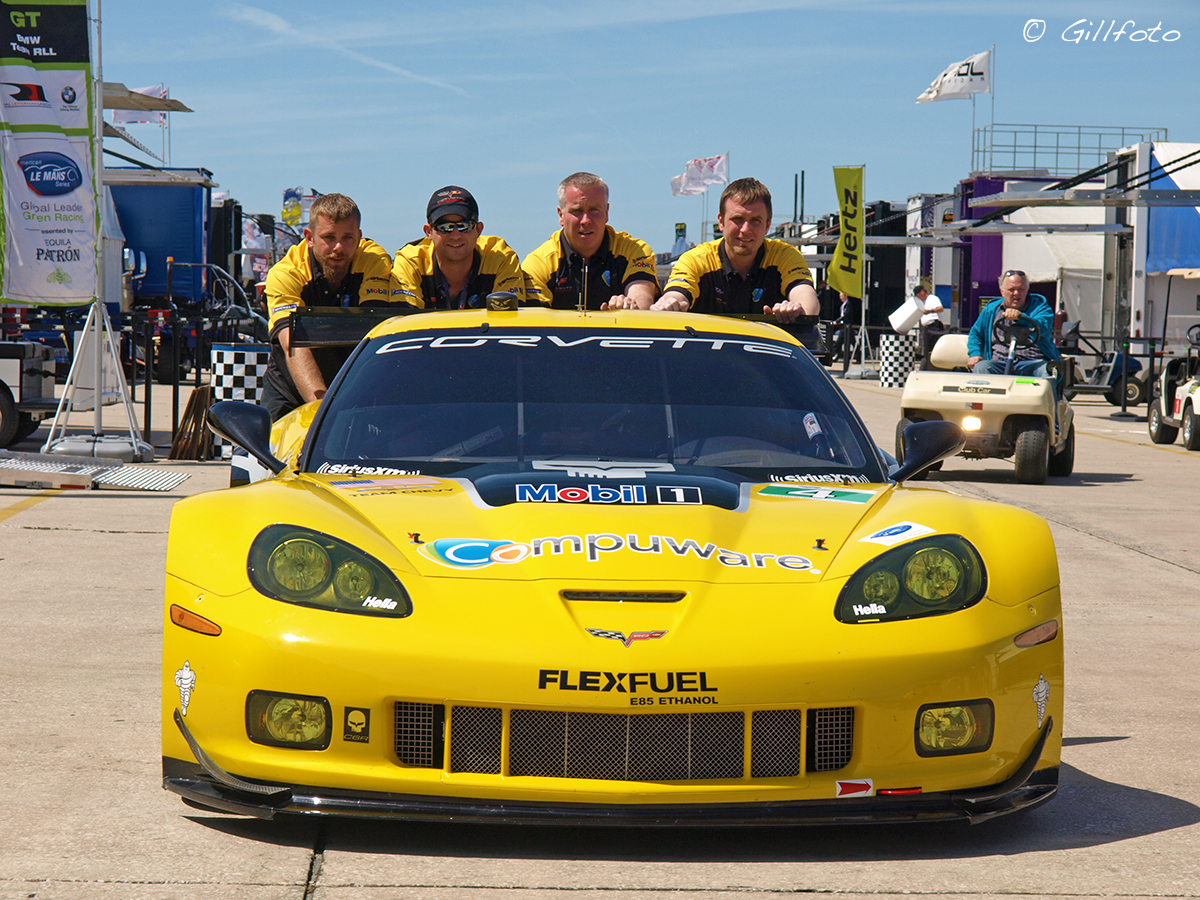
Corvette número 4 de Gavin, Milner y Westbrook, de 2013.

Westbrook continuó como piloto oficial de Chevrolet en 2013, aunque su compañero de butaca en el equipo Spirit of Daytona de la Rolex Grand-Am Series pasó a ser Ricky Taylor. Obtuvo un tercer puesto y tres quintos (uno de ellos en las 24 Horas de Daytona), quedando así 11.º en la tabla general. Asimismo, disputó tres carreras de resistencia con un Chevrolet Corvette oficial de la clase GTE-Pro junto a Gavin y Milner, logrando la victoria en las 12 Horas de Sebring y el séptimo puesto en las 24 Horas de Le Mans.
Por otra parte, disputó algunas fechas de la Blancpain Endurance Series y las 24 Horas de Nürburgring con Manthey y el GT Británico con Trackspeed, en ambos casos al volante de un Porsche 911 de la clase GT3.
En 2014, Westbrook compitió en el United SportsCar Championship con el equipo Spirit of Daytona, teniendo como compañero de butaca a Valiante. Finalizaron quintos en el campeonato, tras lograr la victoria en las 6 Horas de Watkins Glen y podios en Mosport, Detroit e Indianapolis. La dupla consiguió en 2015 dos victorias en Laguna Seca y Watkins Glen, y 6 podios, pero se quedaron con el subcampeonato de pilotos de clase Prototipos, por detrás de la dupla de Action Express, João Barbosa y Christian Fittipaldi.
El británico continuó en Spirit of Daytona junto a Valiante en el United SportsCar Championship 2015. Ganó en Laguna Seca y las 6 Horas de Watkins Glen, en tanto que finalizó tercero en las 24 Horas de Daytona, las 12 Horas de Sebring (acompañados de Mike Rockenfeller), Long Beach y Austin. Pese a arribar a meta entre los cinco primeros en cada carrera, resultó subcampeón a tres puntos de la dupla João Barbosa / Christian Fittipaldi.

### Ford (2016-2019)

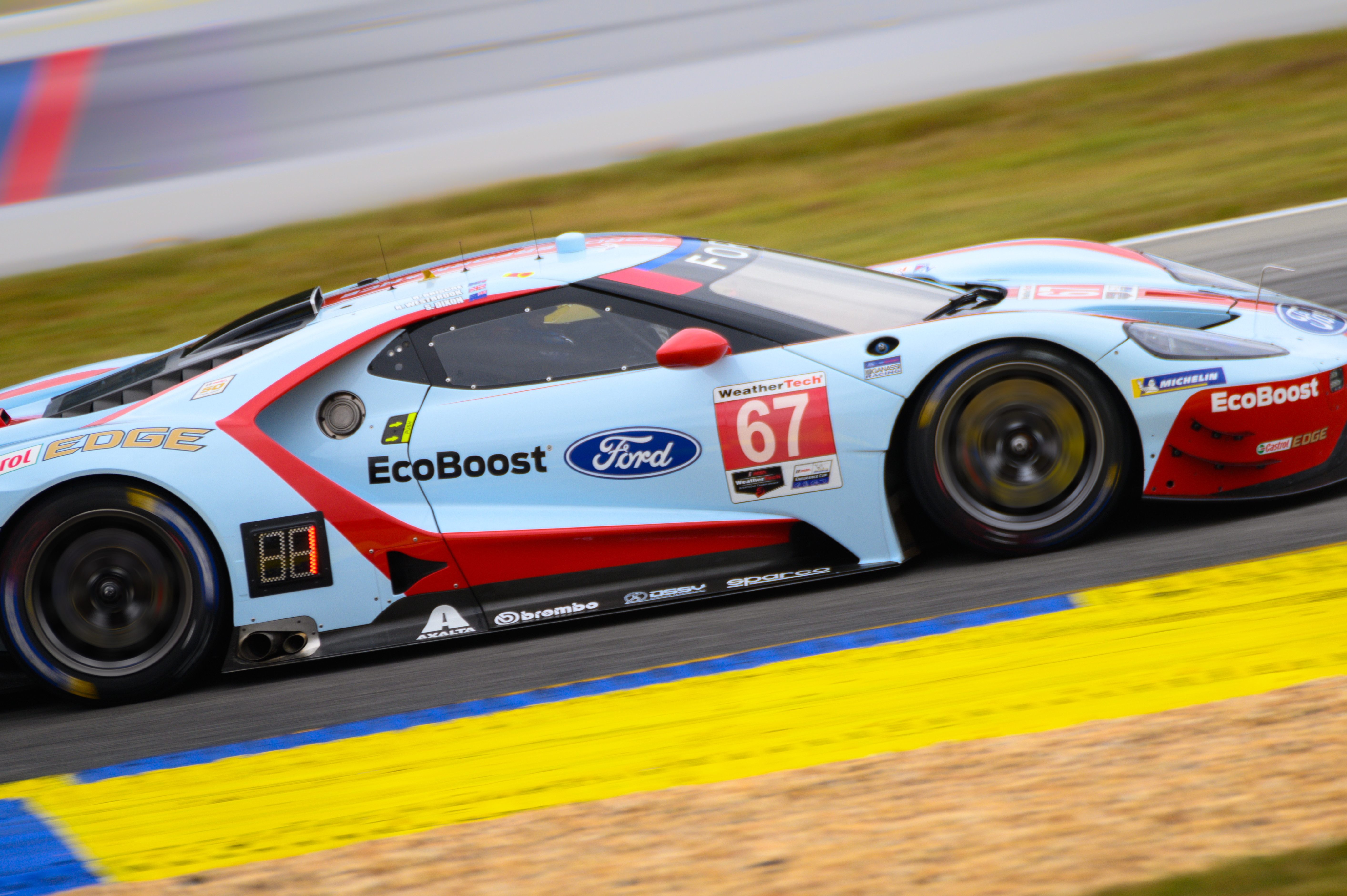
Ford GT número 67 en la Petit Le Mans 2019.

Westbrook dejó Spirit of Daytona para sumarse al proyecto de Ford-Chip Ganassi Racing, corriendo en la IMSA SportsCar Championship junto con Ryan Briscoe con un Ford GT de la clase GT Le Mans. Lograron tres victorias de clase en Laguna Seca, Watkins Glen y Mosport, un segundo lugar y un tercero. Resultaron subcampeones por detrás del dúo de Corvette, Oliver Gavin / Tommy Milner. También participaron de las 24 Horas de Le Mans logrando el tercer puesto en la clase LMGTE Pro, teniendo a Scott Dixon como tercer piloto.
En 2018, Briscoe y Westbrook resultaron nuevamente subcampeones en GT Le Mans de IMSA, habiendo logrado tres victorias (incluyendo en las 24 Horas de Daytona). Quedaron otra vez detrás de pilotos de Corvette, ya que los campeones fueron Antonio García y Jan Magnussen. Tanto en 2017 como 2019 acabaron cuartos en el campeonato.

### Años posteriores
Abandonó Ford tras 2019. En 2020 corrió las 24 Horas de Le Mans con Aston Martin Racing, mientras que en 2021 fue contratado por la nueva escudería Glickenhaus Racing para conducir su Le Mans Hypercar.

## Resultados

### 24 Horas de Le Mans
| Año     | Equipo                     | Copilotos                    | Automóvil                | Clase    | Vueltas | Pos. | Pos. Clase |
| ------- | -------------------------- | ---------------------------- | ------------------------ | -------- | ------- | ---- | ---------- |
| 2010    | BMS Scuderia Italia        | Marco Holzer Timo Scheider   | Porsche 997 GT3-RSR      | GT2      | 327     | 14.º | 3.º        |
| 2011    | Corvette Racing            | Oliver Gavin Jan Magnussen   | Chevrolet Corvette C6.R  | GTE Pro  | 211     | DNF  | DNF        |
| 2012    | Corvette Racing            | Oliver Gavin Tommy Milner    | Chevrolet Corvette C6.R  | GTE Pro  | 215     | NC   | NC         |
| 2013    | Corvette Racing            | Oliver Gavin Tommy Milner    | Chevrolet Corvette C6.R  | GTE Pro  | 309     | 22.º | 7.º        |
| 2014    | Corvette Racing            | Oliver Gavin Tommy Milner    | Chevrolet Corvette C7.R  | GTE Pro  | 333     | 20.º | 4.º        |
| 2016    | Ford Chip Ganassi Team USA | Ryan Briscoe Scott Dixon     | Ford GT                  | GTE Pro  | 340     | 20.º | 3.º        |
| 2017    | Ford Chip Ganassi Team USA | Ryan Briscoe Scott Dixon     | Ford GT                  | GTE Pro  | 337     | 24.º | 7.º        |
| 2018    | Ford Chip Ganassi Team USA | Ryan Briscoe Scott Dixon     | Ford GT                  | GTE Pro  | 309     | 39.º | 14.º       |
| 2019    | Ford Chip Ganassi Team USA | Ryan Briscoe Scott Dixon     | Ford GT                  | GTE Pro  | 341     | 24.º | 5.º        |
| 2020    | Aston Martin Racing        | Marco Sørensen Nicki Thiim   | Aston Martin Vantage AMR | GTE Pro  | 343     | 22.º | 3.º        |
| 2021    | Glickenhaus Racing         | Ryan Briscoe Romain Dumas    | Glickenhaus SCG 007 LMH  | Hypercar | 364     | 5.º  | 5.º        |
| 2022    | Glickenhaus Racing         | Ryan Briscoe Franck Mailleux | Glickenhaus SCG 007 LMH  | Hypercar | 375     | 3.º  | 3.º        |
| 2023    | Cadillac Racing            | Earl Bamber Alex Lynn        | Cadillac V-Series.R      | Hypercar | 341     | 3.º  | 3.º        |
| Fuente: |                            |                              |                          |          |         |      |            |